# Cappellano di bordo
Quello di cappellano di bordo è il ruolo svolto solitamente da un sacerdote cattolico che si occupa della cura spirituale e interconfessionale dei marittimi, dei passeggeri o dei militari imbarcati su navi da guerra, mercantili o da crociera.

## Cappellani di bordo celebri
- Francesco Grassetto[1], cappellano di una galea bastarda[2] di cui era sopracomito, ovvero comandante, Marco Bragadin di Giovanni Alvise, fu autore di un diario di bordo dei primi anni del XVI secolo di cui si accorse per primo il vicentino Giovanni da Schio che lo riassunse pubblicandolo nel 1837 col titolo Viaggio fatto sulle coste dalmate, greco-levante e itale nell'anno MDXI e seguenti[3], mentre l'edizione completa uscirà soltanto nel 1886 ad opera di Antonio Ceruti col titolo Viaggio sulle coste dalmate, greco-venete e italiche [4].
- Richard Walter, cappellano della HMS Centurion che tenne un diario di bordo della circumnavigazione compiuta da George Anson e nel 1748 pubblicò il volume A Voyage Round the World, nel quale venivano raccontate tutte le peripezie della flotta inglese e poi della singola avventura dell'ammiraglia.[5][6]